# スピノサウルス科
スピノサウルス科（学名：Spinosauridae）は、恐竜の分類群の一つ。スピノサウルスやイリタトルから成るスピノサウルス亜科、バリオニクスやスコミムスからなるバリオニクス亜科が含まれる。偏性の魚食性動物だったと認識されることもあるが、最近は必ずしもそうではなかったと言われている。

## 進化
最初のスピノサウルス類はジュラ紀後期に出現し、スピノサウルス類は白亜紀前期で最も栄えた。 ジュラ紀後期（1億5500万年前）のものは歯のみで知られている。彼らは白亜紀後期セノマニアンには次第に衰退していったようである。アルゼンチンのチューロニアンの地層で見つかった歯はスピノサウルス科の特徴をもっているとされていたが、最近ではクルロタルシ類の歯に改められた。サントニアン中期でもいくつかの種が知られている。例えば、中国河南省の馬家村累層Majiacun Formation ではバリオニクス亜科の一本の歯が見つかっている。マダガスカルのマエヴァラノ累層 Maevarano Formation（マーストリヒチアン）の不確かなスピノサウルス類の化石は白亜紀の終末までスピノサウルス類が生存していた可能性を示唆しているかもしれない。

## 古生態

### 捕食行動
スピノサウルス類の頭部(特にイリタトルの)は、アロサウルスやティラノサウルスに代表されるような獣脚類のそれとはかなり違っている。 多くの肉食恐竜は、顎が厚く太く幅広くなっているが、スピノサウルス類のそれは薄く細長い。スーズらは、この違いはスピノサウルス類が他の獣脚類と違い、大型の獲物や激しく抵抗する獲物を襲わなかったことを示唆していると考えた。しかし、バリオニクスの化石から、イグアノドンの化石などが発見された為、希であるが草食恐竜も捕食していた事が解っている。（下記参照）
スーズと学生たちはスピノサウルス類の頭骨の構造を研究し、彼らが顎を使って小さな獲物を極めてすばやく、力強く捕らえていたと考えた。強靭な首の筋肉は頭をすばやく降ろしたり持ち上げたりすることができたという。

### 食性
スピノサウルス類は顎の形が現生のクロコダイルに似ていることから、20世紀中ごろからしばしば魚食性動物であると考えられてきた。レイフィールドと学生たちは、2007年に生物工学的な手法で初めて検証を行った。バリオニクスの頭骨が用いられた。彼らはバリオニクスの咬合力は現生のガビアルと同程度で、主に魚を食べていたと結論づけた。しかしスピノサウルス類の顎の形は様々であることに要注意とも述べている 。しかしながら、レイフィールドらが2013年に行ったスピノサウルスとバリオニクスの頭骨の研究で得られた生物工学的データは、偏性の魚食性動物ではなく、個体のボディーサイズによって食性が異なっていたことを示した。バリオニクスの口吻の形態は垂直方向の曲げに強い構造だが、スピノサウルスについてはそうではないことが指摘された。
直接的な化石証拠はスピノサウルス類が魚と同じくらいの頻度で小型から中型サイズの動物（小型恐竜を含む）も食べていたことを示している。バリオニクスの腹の中からは魚の鱗が見つかっているが、イグアノドンの幼体や翼竜の骨の断片も見つかっている 。このことはスピノサウルス類は、魚を含む小型の獲物を専門的に捕食する動物だったことを示唆している。

### 生息域
ロメイン・アミオット Romain Amiotらは2010年の論文で、スピノサウルス類の骨の酸素同位体の比率が半水棲生活様式を示していることを発見したと報じた。バリオニクス、イリタトル、シアモサウルス、およびスピノサウルスの歯からの同位体が同時代の昆虫、カメ、ワニと比較され、獣脚類の中でスピノサウルス類の同位体比はカメとクロコダイルのそれに近いことが分かった。シアモサウルスの標本は、他のスピノサウルス類の割合と最も差があり、比較的水中への適応は進んでいないとされ、スピノサウルスはスピノサウルス科以外の獣脚類と最も差が大きい傾向があるとされた。アミオットらは、近代のワニやカバのようにスピノサウルス類は生活の大半を水中で過ごしたと結論づけた。またスピノサウルス類の半水性および魚食性という習性が、他の大型獣脚類との共存できた理由として説明できると示唆した。異なる獲物を食べ、異なる生息地に住むことによってニッチの競合を避けていたと考えられる。

## 系統発生
スピノサウルス科はエルンスト・シュトローマーによってスピノサウルス一属のみを含む物として1915年に命名された。このタクソンはスピノサウルスがよく知られるようになるごとに拡大されていった。 最初に分岐的にスピノサウルス科が定義されたのは、1998年、ポール・セレノによってであった 。その定義はトルヴォサウルスよりスピノサウルスに近縁な全てのスピノサウルス類(spinosaurids)｣というものである。
スピノサウルス科は、スピノサウルス亜科 Spinosaurinae とバリオニクス亜科 Baryonychinae を内包する。前者は1998年、セレノとトーマス・ホルツによって、後者は1986年、アラン・チャリグとアンジェラ・ミルナーによって命名された。スピノサウルス・アエジプティアクス Spinosaurus aegyptiacus とバリオニクス・ワルケリ Baryonyx walkeri のよりどちらに近縁かで分けられる。バリオニクス亜科はもともとバリオニクスが初めて発見された時にスピノサウルス科とは思われなかったため、バリオニクス科として設けられたものだが、後にスピノサウルス科の下位クレードとなったことで2004年、ホルツによって亜科の分類階級に変えられた。
2021年9月にはイギリスのワイト島から産出した一部の頭骨要素からケラトスコプスが、同じく一部の頭骨要素と尾椎断片からリパロヴェナトルが記載された。両属は系統解析の結果バリオニクス亜科に位置付けられた。またこの解析結果により、スピノサウルス科がヨーロッパで出現し、スピノサウルス亜科とバリオニクス亜科がそれぞれアフリカへ進出したことが示唆された。

### 分類
- メガロサウルス上科
  - スピノサウルス科
    - Ostafrikasaurus crassiserratus オスタフリカサウルス
    - Siamosaurus suteethorni シアモサウルス
    - Sinopliosaurus fusuiensis シノプリオサウルス(不確か)[12]
    - "Australian Spinosaur" オーストラリアのスピノサウルス類 (不確か)[13]
    - Camarillasaurus cirugedae カマリラサウルス
    - Vallibonavenatrix cani ヴァリボナヴェナトリクス
    - バリオニクス亜科
      - Baryonyx walkeri バリオニクス
      - Cristatusaurus lapparenti クリスタトゥサウルス
      - Ichthyovenator laosensis イクティオヴェナトル[14]
      - Iberospinus natarioi イベロスピナス
      - Protathlitis cinctorrensis プロタスリティス
      - Suchosaurus cultridens スコサウルス 
      -  ケラトスコプス族
        - Riparovenator milnerae リパロヴェナトル
        - Ceratosuchops inferodios ケラトスコプス
        - Suchomimus tenerensis スコミムス・テネレンシス
        - Suchomimus cultridens スコミムス・クルトリデンス

    - スピノサウルス亜科
      - Irritator challengeri イリタトル
      -  
Gara Samani taxon
      - Oxalaia quilombensis オキサライア
      -  スピノサウルス族
        - Spinosaurus aegyptiacus スピノサウルス
        - Sigilmassasaurus brevicollis シギルマッササウルス